# 玉蘭油
玉蘭油（英語：Olay，前稱：Oil of Olay或Oil of Ulay）是美國寶潔公司旗下的護膚品品牌，2009年度的全球會計收入為288億美元，佔寶潔公司總收益的1.3%。

## 歷史
玉蘭油於1949年由聯合利華前僱員、南非裔化學家格雷厄姆·武爾夫（Graham Wulff）發明，主要成份為羊毛脂。

### 在中国大陆
1989年，玉兰油进入中国大陆市场。2004年时，占据中国大陆护肤品市场12.38%的份额，市场占有率第一。其后，因市场竞争加剧，品牌在中国大陆护肤品市场份额逐渐下降。2013年，占据7.2%的份额，占有率第二。2018年时，份额下降至4.1%，占有率第五。为了应对中国大陆市场变化，玉兰油在2015年开始转型，转向高端化和抗衰老市场。从2016年起，中国大陆的OLAY广告随之去除了“玉兰油”中文品牌名称，直接以“OLAY”英文名称称之，同时，进口产品比重增加、销售渠道和营销模式变化。一系列变革之后，品牌所属宝洁公司2017/2018财年二季度报告显示，Olay在中国大陆取得销售额增长30%的成绩。
2020年2月底，在中国大陆舆论对其代言人肖战展开各类抵制行动时，Olay表达了对肖战的支持，并与参与抵制的消费者展开“攻防”。《第一财经》YiMagazine3月5日的报道中，品牌所属宝洁公司公关部表示“暂不回应”。消费者按照中国法律要求Olay品牌补开发票的请求被拒绝后，不得不求助于中国消费者协会和税务部门。《每日经济新闻》3月6日的报道称，中国税务主管机关已就该事件约谈Olay品牌。宝洁公司人士在采访中，指Olay品牌因“没意识到事情的严重性”，陷入舆论危机。

## 获得殊荣
| 年份 | 獲提名 | 獎項                                                         | 結果 |
| ---- | ------ | ------------------------------------------------------------ | ---- |
|      | Olay   | 2012年Cosmo美容大奖:年度科技突破奖                           | 獲獎 |
|      | Olay   | Pclady2011年第五届美容评测盛典新晋殿堂级大奖（抗衰老面霜类） | 獲獎 |
|      | Olay   | Yoka年度抗老面霜                                             | 獲獎 |
|      | Olay   | 腾讯网美妆大赏年度最佳面霜                                   | 獲獎 |
|      | Olay   | 时尚年度面霜/乳液产品 中性肌肤类                             | 獲獎 |
|      | Olay   | 瑞丽美容大赏抗老乳液类                                       | 獲獎 |
|      | Olay   | 国际美肤大奖•最佳美容大奖                                    | 獲獎 |
|      | Olay   | 国际美肤大奖•读者评选大奖                                    | 獲獎 |
|      | Olay   | 国际美肤大奖•最佳新品奖                                      | 獲獎 |
|      | Olay   | 国际美肤大奖•美容大奖                                        | 獲獎 |
|      | Olay   | 国际美肤大奖•CEW美容大奖                                     | 獲獎 |
|      | Olay   | 国际美肤大奖•美容精选奖                                      | 獲獎 |
|      | Olay   | 国际美肤大奖•美容编辑精选                                    | 獲獎 |
|      | Olay   | 国际美肤大奖•金牌大奖                                        | 獲獎 |
|      | Olay   | 国际美肤大奖•2011 MVP 美容大奖                               | 獲獎 |
|      | Olay   | 国际美肤大奖•2008Self健康美容大奖                            | 獲獎 |
|      | Olay   | 国际美肤大奖•50个最佳美容产品                                | 獲獎 |
|      | Olay   | 国际美肤大奖•全新升级美容产品                                | 獲獎 |
|      | Olay   | 国际美肤大奖•最佳美容健康奖                                  | 獲獎 |
|      | Olay   | 国际美肤大奖•2011女性健康美容大奖                            | 獲獎 |
|      | Olay   | 国际美肤大奖•Working Mother 美容大奖                         | 獲獎 |
|      | Olay   | 2010新浪美妆大奖•年度抗老面霜                                | 獲獎 |
|      | Olay   | 时尚.COSMO年度面霜                                           | 獲獎 |

## 外部連結
- 美國OLAY （页面存档备份，存于） （英文）
- 中國玉蘭油 （页面存档备份，存于）（简体中文）
  - OLAY中國的新浪微博
  - ProX博研诗中國的新浪微博
- 香港OLAY （页面存档备份，存于）（繁體中文）
- Olay台灣的Facebook專頁
  - OLAY歐蕾-momo購物網
- 澳大利亚OLAY （页面存档备份，存于）
- 印度OLAY （页面存档备份，存于）
- 印度尼西亚OLAY （页面存档备份，存于）
- 新西兰OLAY （页面存档备份，存于）
- 菲律宾OLAY （页面存档备份，存于）
- 泰国OLAY （页面存档备份，存于）